# 妻と義母

W.E.ヒルによる絵

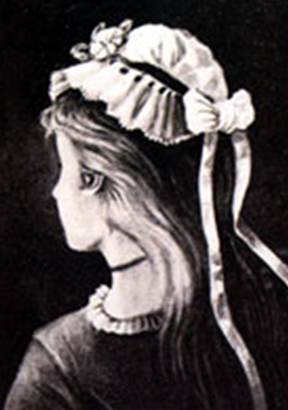
ハガキに描かれた絵

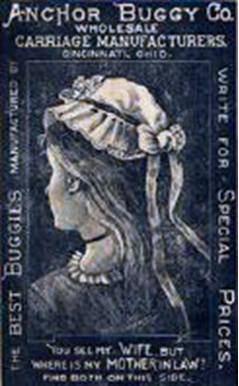
Anchor Buggyの広告

妻と義母 (つまとぎぼ, My Wife and My Mother-In-Law) は、多義図形に分類される隠し絵のひとつ。一枚の絵で、若い女性と年老いた女性の二通りに捉えることができる。

## 概要
一枚の紙に描かれた一人の人物が、画面奥に顔を向けている若い女性、あるいは横顔を見せている老いた女性の二通りに認知することができる。若い女性しか見えない場合は、耳を目に、アゴを鼻に、ネックレスを口にする。老婆しか見えない場合は逆に、目を耳に、鼻をアゴに、口をネックレスとして見ることで、両方が見えるようになる。
19世紀からある古い絵であり、2016年現在、1888年のドイツのハガキに描かれたものが確認されている最古のものである。作者は不詳。年代的に見て、そのハガキを元に、1890年に Anchor Buggy Company の広告で利用されたとされる。その後、イギリスの漫画家 W.E.ヒル (W.E.Hill)によって改作され、アメリカの雑誌 Puck の中で "My Wife and My Mother-in-Law. They are both in this picture--Find them" として掲載され1915年に出版。さらにエドウィン・ボーリングの研究に利用され、1930年にも公表されている。1989年にアメリカで出版され、ベストセラーになった7つの習慣では、パラダイムの概念を簡潔に説明するために引用されている。
日本では『娘と老婆』『若い女性と老婆』『嫁と義母』『婦人と老婆』などと訳される。
類似した構造を持つ隠し絵に「夫と義父」「兎とアヒル」（en:Rabbit–duck illusion）「インディアンとエスキモー」などがある。ルビンの壺も同様のものと扱われることがあるが、ルビンの壺は「図」と「地」が反転するという構造を持つ点が異なる。